# Ocean Village (entreprise)
Pour les articles homonymes, voir Ocean Village.
Ocean Village était une compagnie de croisière, filiale de Carnival Corporation & PLC. Son siège se trouvait à Southampton au Royaume-Uni. Elle fut créée en 2003, afin de cibler la clientèle des 30-50 ans britannique.
Elle disposait de deux navires de croisière qui naviguaient en Méditerranée l'été et dans les Caraïbes et au Mexique en hiver.
Le premier navire, lOcean Village provient de P & O Cruises, il fut transféré en 2003. Le second, lOcean Village 2, a quant à lui été transféré de Aida Cruises.
Le 30 octobre 2008 la société Carnival Corporation & PLC a annoncé que sa filiale Ocean Village cesserait de naviguer en 2010. Les deux navires sont transférés à sa filiale P & O Cruises Australia. Carnival Corporation & PLC prévoyant un meilleur potentiel de développement en Australie, le Ocean Village quitta la flotte à la fin 2010 et le Ocean village 2 en décembre 2009.

## Flotte
- Ocean Village
- Ocean Village 2

## Entreprises Partenaires
La compagnie Ocean Village soustraite certains services à d'autres sociétés telles que :
- Steiner Leisure, pour les services de spa.